# 橋本わかな
橋本 わかな（はしもと わかな、1995年3月22日 - ）は、千葉県出身の女優である。スターダストプロモーション芸能3部に所属していた。

## 人物
- 趣味：舞台鑑賞。
- 特技：ダンス、TAP、歌。
- 好きな食べ物：干し梅。
- 身長154cm。
- 2009年3月スターダストプロモーション入所。
- 2015年4月現在、スターダストプロモーションの公式プロフィールが削除されている。公式ブログも自身の投稿分が削除されている。

## 出演作品

### テレビ
- 少女たちの日記帳 ヒロシマ 昭和20年4月6日〜8月6日（2009年8月2日、NHK BShi・8月6日、NHK）倉西美智恵 役
- 月の恋人〜Moon Lovers〜第2話（2010年5月17日、フジテレビ）
- ハンマーセッション!（2010年7月10日 - 2012年9月18日、TBS）
- スイッチガール!!  川村あずさ 役

### 映画
- 書道♡ガールズ 青い青い空〜私にだってある、伝えたい気持ち〜 監督：太田隆文（2010年10月9日より浜松TOHOシネマズにて先行上映）飯島三美子
- 朝日のあたる家 監督：太田隆文（2013年）

### 舞台
- ジョーズカンパニー公演「ココスマイル5 〜明日へのロックンロール〜」（2007年8月22日 - 26日、全労済ホールスペース・ゼロ）エイミ 役
- ジョーズカンパニー公演「ココスマイル4　〜金星のステージ〜」（2008年8月14日 - 19日、シアターサンモール）カホ 役
- ジョーズカンパニー公演「ラブリーズ 〜君に捧げるハーモニー〜」（2008年12月30日 - 2009年1月12日、下北沢・小劇場「楽園」）アゲハ 役
- ジョーズカンパニー公演「ココスマイル6 〜夏色のキャンパス〜」（2009年8月20日 - 24日、全労済ホールスペース・ゼロ）ミサ 役
- ジョーズカンパニー公演「ラブリーズα 〜ありがとうの詩〜」（2009年12月29日 - 2010年1月12日、下北沢・小劇場「楽園」）安達あげ葉 役

### ムック本
- 3B junior BOOK 2010 winter（2009年12月17日、東京ニュース通信社）ISBN 978-4863360778
- 3B junior BOOK 2010 summer（2010年7月31日、東京ニュース通信社）ISBN 978-4863361027

### イベント
- 3B junior BOOK 2010 winter発売記念イベント（2009年12月20日、リブロ池袋本店）
- 3B junior BOOK 2010 summer発売記念イベント（2010年7月31日・8月1日、芸能花伝舎・体育館）